# Diporiphora
Australische grondagamen (Diporiphora) zijn een geslacht van hagedissen uit de familie agamen (Agamidae).

## Naam en indeling
Er zijn twee andere geslachten van agamen die ook met de Nederlandstalige naam 'Australische grondagamen' worden aangeduid, namelijk Amphibolurus en Tympanocryptis. De wetenschappelijke naam van de groep werd voor het eerst voorgesteld door John Edward Gray in 1842.
De wetenschappelijke geslachtsnaam Diporiphora betekent vrij vertaald 'drager van twee poriën'; Di = twee, pori = porie en phora = drager. Deze naam slaat op het holotype, dat twee femoraalporiën bezat.

## Uiterlijke kenmerken
De lichaamslengte bedraagt ongeveer vijf tot tien centimeter exclusief de lange staart. De lichaamskleur is bruin, veel soorten hebben lichtere lengte strepen. De mannetjes zijn in de paartijd soms bont gekleurd, de mannetjes van de soort Diporiphora ameliae hebben een rode staart en die van Diporiphora bilineata hebben een rode kop en een zwarte keel.
Veel soorten hebben een slanke lichaamsbouw, vergelijkbaar met de leguanen maar zijn door hun grote en stompe kop toch gemakkelijk als agamen te herkennen. De meeste soorten hebben geen rijen stekels op de kop, al komen deze soms voor. De gehooropeningen zijn duidelijk zichtbaar.

## Verspreiding en habitat
Er zijn 22 soorten die vrijwel allemaal voorkomen in Australië. Alleen de soorten Diporiphora australis en Diporiphora bilineata komen daarnaast voor in delen van Nieuw-Guinea. Binnen Australië komen de verschillende soorten voor in New South Wales, Noordelijk Territorium, Queensland, Victoria, West-Australië en Zuid-Australië.
De habitat bestaat uit drogere gebieden tot vochtigere bossen. Australische grondagamen komen voor in tropische en subtropische bossen, grasland, savanne en scrubland.

## Beschermingsstatus
Door de internationale natuurbeschermingsorganisatie IUCN is aan 21 soorten een beschermingsstatus toegewezen. Negentien soorten worden gezien als 'veilig' (Least Concern of LC) en een soort als 'onzeker' (Data Deficient of DD). Diporiphora vescus ten slotte wordt beschouwd als 'kwetsbaar' (Vulnerable of VU).

## Soorten
| Naam                        | Auteur                                   | Verspreidingsgebied                                                          |
| --------------------------- | ---------------------------------------- | ---------------------------------------------------------------------------- |
| Diporiphora adductus        | Doughty, Kealley & Melville, 2012        | Australië (West-Australië)                                                   |
| Diporiphora albilabris      | Storr, 1974                              | Australië (Noordelijk Territorium, West-Australië)                           |
| Diporiphora ameliae         | Emmott, Couper, Melville & Chapple, 2012 | Australië (Queensland)                                                       |
| Diporiphora amphiboluroides | Lucas & Frost, 1902                      | Australië (West-Australië)                                                   |
| Diporiphora arnhemica       | Storr, 1974                              | Australië (Noordelijk Territorium)                                           |
| Diporiphora australis       | Steindachner, 1867                       | Australië (Queensland), Nieuw-Guinea)                                        |
| Diporiphora bennettii       | Gray, 1845                               | Australië (Noordelijk Territorium, West-Australië)                           |
| Diporiphora bilineata       | Gray, 1842                               | Australië (Noordelijk Territorium, Queensland, West-Australië), Nieuw-Guinea |
| Diporiphora convergens      | Storr, 1974                              | Australië (West-Australië)                                                   |
| Diporiphora lalliae         | Storr, 1974                              | Australië (Noordelijk Territorium, West-Australië, Zuid-Australië)           |
| Diporiphora linga           | Houston, 1977                            | Australië (Zuid-Australië)                                                   |
| Diporiphora magna           | Storr, 1974                              | Australië (Noordelijk Territorium, Queensland, West-Australië)               |
| Diporiphora margaretae      | Storr, 1974                              | Australië (West-Australië)                                                   |
| Diporiphora nobbi           | Witten, 1972                             | Australië (New South Wales, Queensland, Victoria, Zuid-Australië)            |
| Diporiphora paraconvergens  | Doughty, Kealley & Melville, 2012        | Australië (Noordelijk Territorium, West-Australië, Zuid-Australië)           |
| Diporiphora phaeospinosa    | Edwards & Melville, 2011                 | Australië (Queensland)                                                       |
| Diporiphora pindan          | Storr, 1980                              | Australië (West-Australië)                                                   |
| Diporiphora reginae         | Glauert, 1959                            | Australië (West-Australië)                                                   |
| Diporiphora superba         | Storr, 1974                              | Australië (West-Australië)                                                   |
| Diporiphora valens          | Storr, 1980                              | Australië (West-Australië)                                                   |
| Diporiphora vescus          | Doughty, Kealley & Melville, 2012        | Australië (West-Australië)                                                   |
| Diporiphora winneckei       | Lucas & Frost, 1896                      | Australië (Noordelijk Territorium, Queensland, Zuid-Australië)               |